# Pippa Passes
Pippa Passes è un'opera drammatica scritta da Robert Browning e pubblicata nel 1841 come primo volume della serie Bells and Pomegranates.
L'autore descrisse il suo lavoro come il primo di una serie di opere drammatiche. La sua idea originale riguardava una giovane ragazza innocente, che restava immacolata passando attraverso i quartieri dominati dalla criminalità di Asolo. Quando venne pubblicato per la prima volta il lavoro provocò indignazione, questo a causa degli argomenti trattati che ritraevano personaggi di cattiva reputazione - come l'adultera Ottima - e per il trattamento esplicito di questioni sessuali. Forse il brano più famoso è il seguente:
The year's at the spring,
And day's at the morn;
Morning's at seven;
The hill-side's dew-pearled;
The lark's on the wing;
The snail's on the thorn;
God's in his Heaven -
All's right with the world!

Traduzione:

L'anno è a primavera,
e il giorno è al mattino;
Il mattino è alle sette;
Il lato della collina è perlato di rugiada;
L'allodola è sulle ali;
La lumaca è sullo spino;
Dio è nel suo Paradiso -
Tutto va bene con il mondo!
Oltre alla frase "God's in his Heaven/All's right with the world!", il poema contiene un divertente errore radicato in Robert Browning a causa della sua poca familiarità con lo slang volgare. Arrivando alla fine del poema, nella sua canzone di chiusura, Pippa intona il seguente testo:
But at night, brother Howlet, far over the woods,
Toll the world to thy chantry;
Sing to the bats' sleek sisterhoods
Full complines with gallantry:
Then, owls and bats, cowls and twats,
Monks and nuns, in a cloister's moods,
Adjourn to the oak-stump pantry!

Traduzione:

Ma durante la notte, o fratel Gufetto, lontano oltre i boschi,
Rintocca chiamando il mondo in tuo suffragio;
Canta gagliardo alla compieta solenne
delle suore pipistrello dal lustro mantello:
Poi, gufi e pipistrelli, cappucci e tonache
Monaci e monache, con animo claustrale,
fanno pausa alla dispensa del tronco di quercia!
Twat nella lingua volgare è il termine per indicare gli organi genitali femminili. Quando gli editori del Oxford English Dictionary decenni dopo chiesero a Browning dove avesse preso la parola, egli riportò una rima del 1660 che recitava: "They talk't of his having a Cardinall's Hat/They'd send him as soon an Old Nun's Twat.". Browning non si accorse, a quanto pare, del gioco di parole di "twat" che per lui significava parte dell'abito di una suora, associato nel poema alla tonaca di un sacerdote.
La città di Pippa Passes, nel Kentucky, prese il nome dal poema di Browning.